# Bo'ai (socken i Kina)
Bo'ai (kinesiska: 博爱, 博爱乡) är en socken i Kina. Den ligger i den autonoma regionen Guangxi, i den södra delen av landet, omkring 150 kilometer öster om regionhuvudstaden Nanning.
Genomsnittlig årsnederbörd är 2 256 millimeter. Den regnigaste månaden är juli, med i genomsnitt 350 mm nederbörd, och den torraste är februari, med 47 mm nederbörd.